# Gouvernement al-Qahira
Al-Qahira (arabisch محافظة القاهرة Muhāfazat al-Qāhira, DMG Muḥāfaẓat al-Qāhira, ägyptisch-Arabisch Muḥāfẓet El Qahira), auch Kairo, ist ein Gouvernement in Ägypten mit 9.539.673 Einwohnern.
Es grenzt im Norden an die Gouvernements al-Qalyubiyya und asch-Scharqiyya, im Osten an die Gouvernements al-Ismaʿiliyya und as-Suwais und im Süden und Westen an das Gouvernement al-Dschiza. Zum Gouvernement gehört das Kairener Stadtzentrum und die Kairoer Altstadt am Ostufer des Nils; während die Stadtteile westlich des Nils zum Gouvernement al-Dschiza gehören. Der Ostteil des Gouvernements erstreckt sich bis in die Arabische Wüste. Das Verwaltungszentrum ist Kairo.

## Bevölkerungsentwicklung
| Zensusjahr | Einwohnerzahl |
| ---------- | ------------- |
| 1986       | 6.052.836     |
| 1996       | 6.800.991     |
| 2007       | 7.902.085     |
| 2017       | 9.539.673     |